# Баранова, Людмила Васильевна
Людми́ла Васи́льевна Бара́нова (род. 24 марта 1935, Петрозаводск, Автономная Карельская ССР) — российский врач-трансфузиолог, деятель здравоохранения, Заслуженный врач РСФСР (1981), Почётный гражданин Республики Карелия (2015).

## Биография
Людмила Васильевна Баранова родилась 24 марта 1935 года в семье врачей-хирургов в городе Петрозаводске Автономной Карельской Социалистической Советской Республики, ныне город — столица Республики Карелия.
В годы Великой Отечественной войны вместе с матерью находилась в эвакуации: в селе Ольховка Ольховского района Курганской области (1941—1943), затем в городе Беломорске, временной столице Карело-Финской ССР (1943—1944).
В 1953 году окончила 1-ю женскую школу Петрозаводска.
В 1959 году окончила Первый Ленинградский медицинский институт имени академика И. П. Павлова.
Работала заведующей отделением консервации крови Республиканской станции переливания крови в Петрозаводске, в 1963 году назначена главным врачом Республиканской станции переливания крови.
Под руководством Л. В. Барановой Республиканская станция переливания крови стала одним из лучших учреждений службы крови в Российской Федерации по оценке Санкт-Петербургского НИИ гематологии и трансфузиологии.
Председатель Общественного совета при Минздраве Карелии.
Член правления Российского общества гематологов и трансфузиологов, член президиума Карельского отделения Российского общества Красного Креста.

## Награды
- Орден Дружбы, 10 августа 2006 года[2]
- Медаль ордена «За заслуги перед Отечеством» II степени, 13 июня 1996 года
- Заслуженный врач РСФСР, 12 ноября 1981 года
- Заслуженный врач Карельской АССР, 1976 год
- Почётный гражданин Республики Карелия, 2 июня 2015 года
- Лауреат 2002 года Республики Карелия, 24 декабря 2002 года[3]

## Семья
Прадед Иссерсон, Давыд Маркович (1844—?), окончил Медико-хирургическую академию в Санкт-Петербурге, земский врач в городе Лодейное Поле, кавалер ордена Святого Станислава II степени.
Дед Иссерсон, Михаил Давыдович (15 марта 1874 — 6 октября 1955), Заслуженный врач Карело-Финской ССР
Отец Баранов, Василий Александрович (10 февраля 1896 — 28 августа 1978), Заслуженный врач РСФСР
Мать Иссерсон, Зинаида Михайловна (3 октября 1909 — 24 мая 1996), Заслуженный врач РСФСР
Дядя Баранов Василий Александрович, хирург

## Сочинения
- Баранова, Л. В. И дольше века... : хроника трех веков медицинской династии Карелии. — Петрозаводск: Острова, 2014. — 339 с. — ISBN 978-5-98686-060-2.